# Humber—St. Barbe—Baie Verte

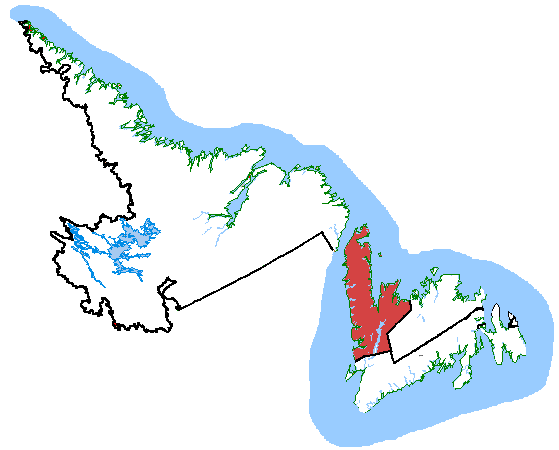
Carte de la circonscription du Humber—St. Barbe—Baie Verte.

Humber—St. Barbe—Baie Verte (précédemment écrit Humber—Sainte-Barbe—Baie Verte) est une ancienne circonscription électorale fédérale canadienne dans la province de Terre-Neuve-et-Labrador. Elle comprend la portion nord-ouest de l'île de Terre-Neuve.
Sa population était de 76 467 dont 59 685 électeurs sur une superficie de 34 233 km2. Les circonscriptions limitrophes étaient Labrador, Bonavista—Gander—Grand Falls—Windsor et Random—Burin—St. George's.
Cette circonscription a été reconfigurée et dissoute en 2015.

## Résultats électoraux
|       | Candidat          | Parti        | # de voix | % des voix |
|       | Trevor Taylor     | Conservateur | +07 559,  | 25,18 %    |
|       | (x) Gerry Byrne   | Libéral      | +17 119,  | 57,04 %    |
|       | Shelley Senior    | NPD          | +04 751,  | 15,83 %    |
|       | Robin Blair Gosse | Vert         | +00253,   | 0,84 %     |
|       | Wayne R. Bennett  | Indépendant  | +00332,   | 1,11 %     |
| Total | Total             | Total        | 30 014    | 100 %      |

|       | Candidat             | Parti                     | # de voix | % des voix |
|       | Lorne Robinson       | Conservateur              | +02 799,  | 10,63 %    |
|       | (x) Gerry Byrne      | Libéral                   | +17 956,  | 68,22 %    |
|       | Mark Kennedy         | NPD                       | +04 603,  | 17,49 %    |
|       | Wayne Ronald Bennett | Newfoundland and Labrador | +00964,   | 3,66 %     |
| Total | Total                | Total                     | 26 322    | 100 %      |

## Historique
La circonscription d'Humbert—Sainte-Barbe—Baie Verte a été créée en 1988 avec des parties de Grand Falls—White Bay—Labrador et d'Humbert—Port au Port—St. Barbe. En 1996, la circonscription fut renommée Humber—St. Barbe—Baie Verte et une partie de Gander—Grand Falls fut ajoutée à la circonscription en 2003.
1. 1988-1996 — Brian Tobin, PLC
2. 1996-2015 — Gerry Byrne, PLC

- PLC = Parti libéral du Canada

1. ↑  Élections Canada.